# 无腺光滑悬钧子
无腺光滑悬钧子（学名：Rubus tsangii var. linearifoliolus）为蔷薇科悬钩子属下的一个变种。

## 扩展阅读
- 維基物種上的相關：无腺光滑悬钧子